# Elaiophor
Elaiophoren (von gr. elaion -Öl und phorein -tragen) oder Öldrüsen sind pflanzliche Organe, die fette Öle abscheiden, um blütenbesuchende Insekten anzulocken.
Sie übernehmen damit in Ölblumen die Funktion, die in Nektarblumen den Nektarien zukommt. Die Ölabscheidung kann dabei durch ein Epithel (Epithel-Elaiophoren) oder durch Haare (Trichom-Elaiophor) stattfinden.